# متیو ویلسون (دوچرخه‌سوار)
متیو ویلسون (اسپانیایی: Matthew Wilson‎؛ زادهٔ ۱ اکتبر ۱۹۷۷) دوچرخه‌سوار اهل استرالیا است. وی در مسابقات تور دو فرانس و جیرو دیتالیا شرکت کرده‌است.